# Шедвиговский, Игорь Давыдович
Игорь (Израиль) Давыдович Шедвиговский (29 июля 1921, Смоленск — 2007, Калуга) — советский и российский журналист, заместитель главного редактора калужской  областной газеты «Знамя».

## Биография
Родился   в Смоленске 29 июля 1921 года. Учился на филфаке  Смоленского пединститута. Журналистом стал трудиться в 1930-е годы, печатаясь в местной пионерской газете. Участник двух войн  — Великой Отечественной и Советско-японской. Принимал участие в Сталинградской битве. В ВОВ освобождал Калугу, где остался и после окончания боевых действий. Окончил войну в звании  майора. С 1946 года работал в «Знамени», старейшем печатном издании региона. Работал также в «Пионерской правде» и  сотрудничал с  главной газетой страны — партийной «Правдой».
В редакции «Знамени» занимал пост замглавреда, возглавляя экономический отдел. При этом обладал множеством творческих дарований — был поэтом, художником, музыкантом. Как художник писал в основном пейзажи и натюрморты.
В  50-е Шедвиговский, по просьбе известного поэта Николая Панченко, оказал помощь на то время неизвестному поэту и молодому педагогу Булату Окуджаве в публикации его первых стихов, включая сборник «Лирика».
Автор книги «Тайна для всех» (2002), содержащей очерки, рассказы, воспоминания об истории Калуги и её примечательных жителях (ISBN 5-89653-171-0)
Скончался в 2007 году.